# سنگ آواری

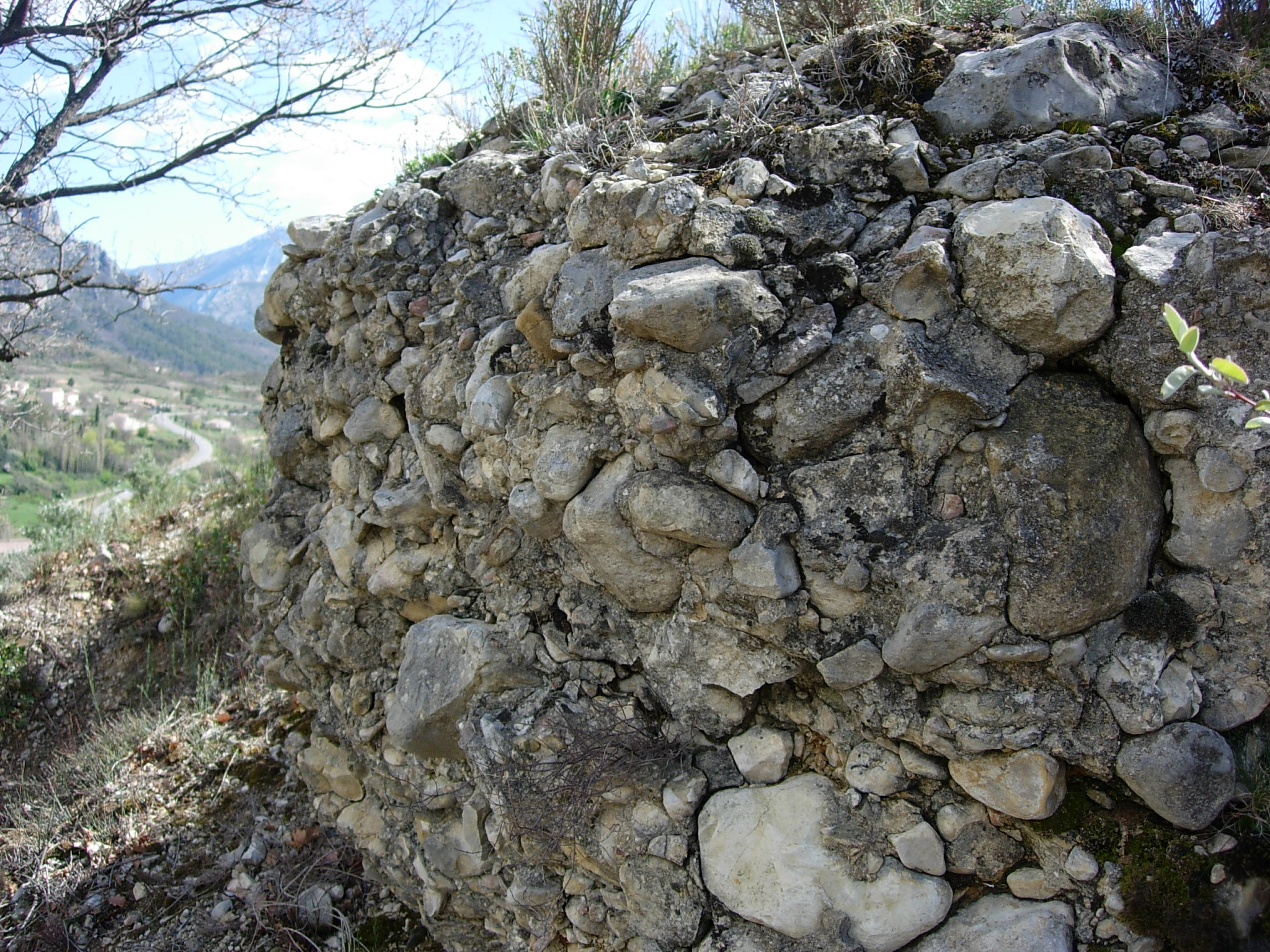
کنگلومرا

سنگ آواری (به انگلیسی: Clastic rock) به گونه‌ای از سنگ رسوبی اطلاق می‌گردد، که اغلب از قطعات شکستهٔ سنگ یا کانی‌ها تشکیل شده‌است و مسافتی را از منشأ خود دور شده باشد. جزء، دانه یا تکه‌ای از سنگ یا رسوب که از هوازدگی مکانیکی تودهٔ سنگی بزرگ‌تر ساخته شود، نیز آوار یا پارآوار نامیده می‌شود.
ذرات تشکیل‌دهنده سنگ‌های آواری در اثر تخریب سنگ‌های مناطق قاره‌ای به وجود آمده‌اند و توسط رودخانه‌ها به درون حوضه رسوبی حمل شده و رسوب کرده‌اند. این سنگ‌ها را بر اساس اندازه ذرات تشکیل‌دهنده آن‌ها به سه دسته سنگ‌های دانه‌ریز یا گل‌سنگ‌ها، دانه متوسط یا ماسه‌سنگ‌ها و دانه‌درشت یا کنگلومراها و برش‌های رسوبی تقسیم می‌کنند. به بافتی رسوبی که در آن ذرات درشت‌تر در تماس با یکدیگر هستند بافت آواربنیاد گفته می‌شود.

## انواع
برخی از انواع سنگ‌های آواری بنا به شیوه پدید آمدنشان از این قرارند:
- سنگ‌آوار (lithoclast) قطعه‌ای سنگ کربناتی با قطر بیش از دو میلی‌متر که از یک سنگ آهک یا دولومیت قدیمی‌تر به‌صورت مکانیکی جدا شده و در درون یا مجاور یا بیرون محل رسوب‌گذاری نهشته شده باشد.
- آذرآواری (pyroclastic) مربوط به مواد سنگی آواری حاصل از انفجار آتشفشانی
- آتشفشان‌آواری (volcaniclastic) ویژگی تمامی مواد آتشفشانی آواری‌ای که در طی فرایند قطعه‌قطعه شدن و مخلوط شدن با مواد غیرآتشفشانی در محیط نهشته می‌شوند.
- آب‌آوار (hydroclast) ذرات آتشفشان‌آواری ناشی از فوران آتشفشان در زیر آب
- برجاآوار یا خودآوار (autoclast) آواری که بر اثر اصطکاک یک گدازهٔ روان یا در نتیجهٔ خرد شدن برجا به وجود می‌آید. سنگی با ساختار شکسته یا برشی که در محلی ساخته شده‌است که در نتیجه خردشدگی، نیروهای کوهزایی یا سایر فرآیندهای مکانیکی یافت شده‌است مثلاً برش گسلی یا دولومیت برشی شده حاصل از انقباض و کوچک‌شدگی دیاژنزی که با فرایند دوباره سیمانی شدن دنبال می‌شود
- تنش‌آواری (cataclastic) مربوط به سنگی که بر اثر تنش مکانیکی شدید در جریان دگرگونی دینامیکی، در عمق پوسته به وجود آید
- درشت‌آوار (phenoclast) آواری درشت و مشخص در رسوبی ریزدانه
- زیست‌آوار (bioclast) مواد آواری حاصل از اندام‌های مقاوم جانوران و گیاهان به‌صورت کامل یا قطعه‌ای
- شیشه‌آواری (vitroclastic) ویژگی ساختار سنگی آذرآواری که در آن خرده‌شیشه وجود دارد
- جَوآواری (atmoclastic): یک سنگ آواری که از جوآوارهایی که بدون آرایش مجدد توسط باد و آب، دوباره سیمانی شده‌اند ساخته شده‌است.